# Zbrodnia w Korościatynie
Zbrodnia w Korościatynie – zbrodnia popełniona przez UPA z pomocą ludności ukraińskiej w nocy z 28 na 29 lutego 1944 na Polakach, mieszkańcach wsi Korościatyn na Podolu w dawnym powiecie buczackim województwa tarnopolskiego podczas okupacji tych ziem przez III Rzeszę.

## Tło zbrodni
Korościatyn był wsią czysto polską zamieszkałą w 1939 r. przez 206 polskich rodzin. Stosunki Polaków z zamieszkałymi w sąsiednich miejscowościach Ukraińcami układały się poprawnie do czasu II wojny światowej. Podsycanie antagonizmów narodowościowych przez obu okupantów (niemieckiego, a do 1941 r. sowieckiego) oraz radykalna polityka OUN rozbudziły u części Ukraińców nastroje antypolskie. Zimą 1943/1944 po doniesieniach o nasilających się mordach na Polakach, w Korościatynie pod kierownictwem podchorążego WP Stanisława Różańskiego zorganizowano samoobronę dysponującą bronią palną. Samoobrona wystawiała warty czuwające całą noc.

## Przebieg rzezi
28 lutego 1944 r. około godziny 18:00, gdy warty dopiero obsadzały posterunki, do Korościatyna równocześnie z trzech stron nadciągnęły oddziały Ukraińskiej Powstańczej Armii wspierane przez okoliczną ludność ukraińską. Łącznie liczbę napastników oceniono na 600 osób. Wjechali do wioski posługując się obowiązującym hasłem i podając się za polskich partyzantów, co zmyliło wartowników.
Korzystając z zaskoczenia upowcy zajęli stację kolejową, gdzie przecięli druty telegraficzne, zerwali tory i przystąpili do mordowania urzędników kolejowych oraz podróżnych oczekujących na pociąg. Zabito tam 21 osób, w tym przez przypadek jednego Ukraińca. Następnie napastnicy rozpoczęli mordowanie ludności we wsi, najczęściej przy użyciu siekier, noży i bagnetów, a także broni palnej. Oprawcy torturowali niektóre ofiary, wycinając im języki, wydłubując oczy, obcinając piersi kobietom. Zdaniem świadków napastnicy podzielili się na trzy grupy: jedna zajmowała się zabijaniem, druga rabunkiem mienia, które ładowano na sanie, a trzecia podpalaniem zabudowań. Rzeź trwała do rana. Zdaniem ks. Tadeusza Isakowicza-Zaleskiego napadem kierował ksiądz greckokatolicki Pałabicki z córką.
Zaskoczona początkowo samoobrona stawiła opór, co pozwoliło uratować większość mieszkańców wsi. W czasie oblężenia plebanii zginął jeden z dowodzących atakiem, syn księdza greckokatolickiego z Zadarowa. Eksterminację przerwała odsiecz polskiego oddziału partyzanckiego z oddalonych o 12 km Puźnik.
Podczas rzezi na stacji kolejowej i we wsi zamordowano łącznie 156 osób, w tym kilkanaścioro dzieci w wieku od 4 do 12 lat. Udało się ustalić tożsamość jedynie 117 zabitych. Spaleniu uległy wszystkie zabudowania oprócz kościoła i plebanii.
1 marca Niemcy sfilmowali zgliszcza wsi i wykonali zdjęcia ofiar. Następnego dnia większość z nich pochowano na cmentarzu w Korościatynie we wspólnej mogile. Polacy, którzy ocaleli z rzezi, przenieśli się do Monasterzysk.

## Upamiętnienie ofiar

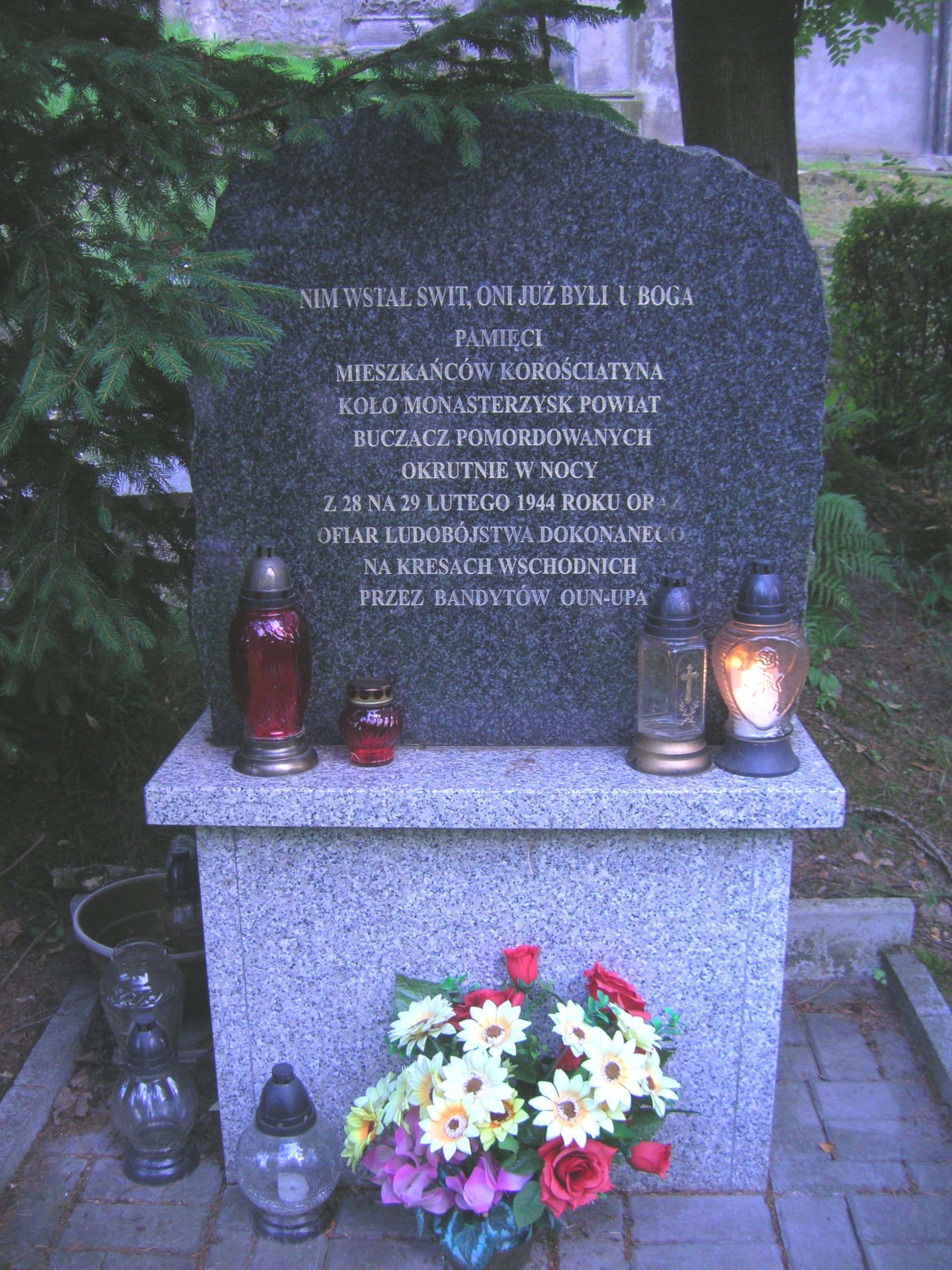
Pomnik w Lwówku Śląskim

Zbiorowy grób ofiar zbrodni upamiętniono jedynie drewnianym krzyżem pozbawionym jakichkolwiek napisów. W Polsce tragedii Korościatyna poświęcono tablice pamiątkowe w Radwanowicach i w kościele w Lwówku Śląskim oraz obelisk na tamtejszym cmentarzu. O upamiętnienie ofiar tej zbrodni starał się ks. Tadeusz Isakowicz-Zaleski, którego ojciec przeżył rzeź Korościatyna.

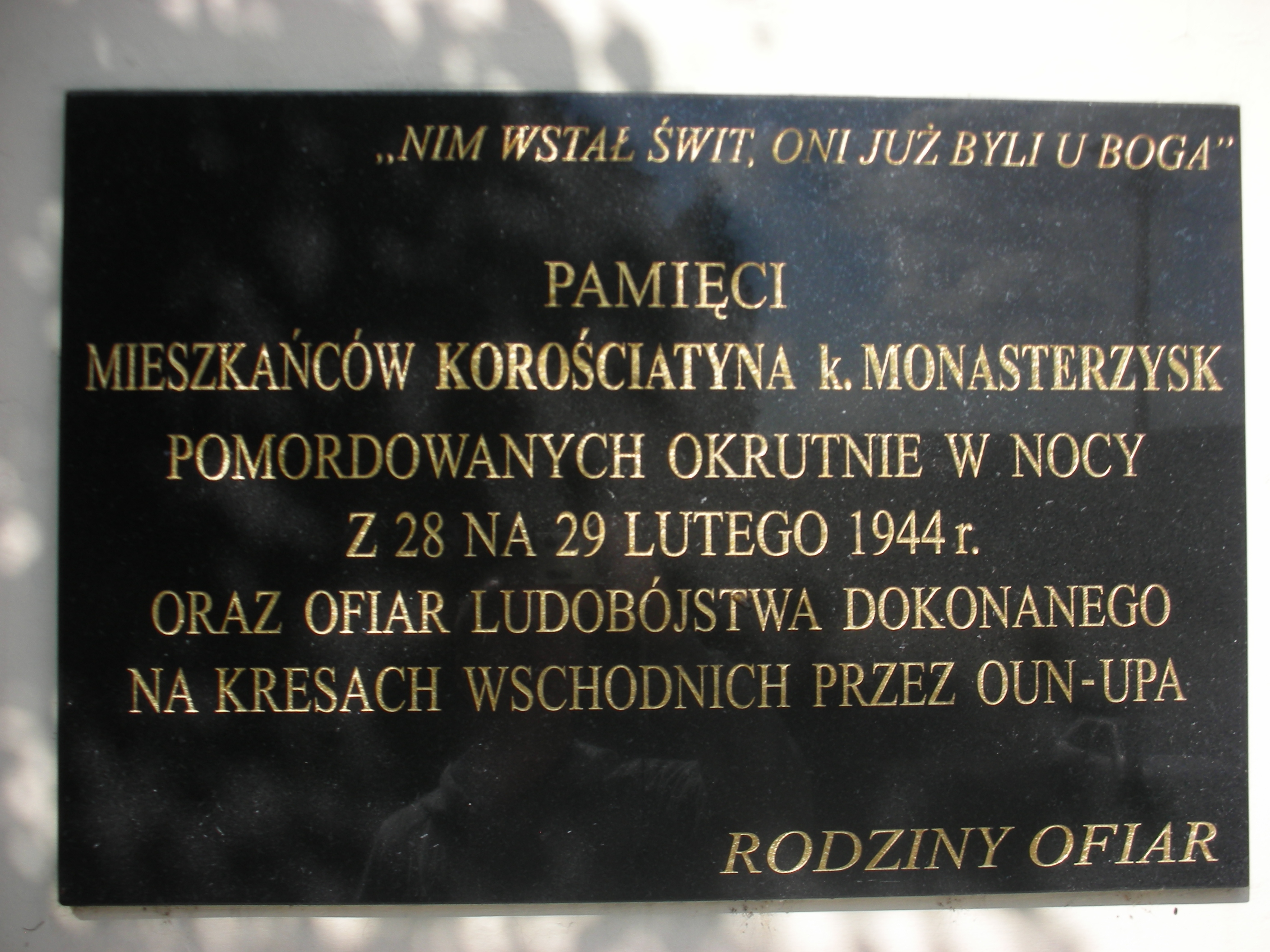
Tablica w Radwanowicach